# Escalona
Escalona é um município da Espanha na província de Toledo, comunidade autónoma de Castilla-La Mancha, de área 73,34 km² com população de 2542 habitantes (2004) e densidade populacional de 34,66 hab/km².

## Demografia
| Variação demográfica do município entre 1991 e 2004 | Variação demográfica do município entre 1991 e 2004 | Variação demográfica do município entre 1991 e 2004 | Variação demográfica do município entre 1991 e 2004 |
| --------------------------------------------------- | --------------------------------------------------- | --------------------------------------------------- | --------------------------------------------------- |
| 1991                                                | 1996                                                | 2001                                                | 2004                                                |
| 1825                                                | 2048                                                | 2180                                                | 2542                                                |